# نائوکو واتانابه (صداپیشه)
نائوکو واتانابه (انگلیسی: Naoko Watanabe; ۲۱ نوامبر ۱۹۵۹ – ) صداپیشه اهل ژاپن بود. وی از سال ۱۹۸۲ میلادی تاکنون مشغول فعالیت بوده‌است.